# Stopplaats Heerenstraat
Stopplaats Heerenstraat is een voormalige stopplaats aan de Oosterspoorweg in Bussum. De stopplaats was geopend van 8 oktober 1896 tot 1 september 1918.
De stopplaats lag bij de overweg in de Herenstraat en de poort van de cacaofabriek Bensdorp. Naast de overweg stond wachterswoning 24. De stopplaats werd op dezelfde dag geopend als de zuidelijker gelegen stopplaats Grintweg Bussum - Hilversum werd gesloten.
Bij de stopplaats Heerenstraat werd een abri geplaatst met een plaatskaartenkantoortje. Toen de stopplaats in 1918 werd gesloten, werd de abri verplaatst naar de halte Hupsel.